# Stichting Kunst en Openbare Ruimte
Stichting Kunst en Openbare Ruimte (SKOR) was van 1999 tot 2012 een Nederlandse organisatie die bijzondere kunstprojecten ontwikkelde in relatie tot de openbare ruimte. 
SKOR was gevestigd aan de Ruysdaelkade in Amsterdam en begeleidde en adviseerde organisaties die kunst op een publieke locatie wilden realiseren en leverde waar nodig financiële ondersteuning. Openbare ruimte is een begrip dat veel onderwerpen raakt: de inrichting van de stedelijke ruimte, landschap en ruimtelijke ordening; maar ook televisie of internet werden door SKOR tot het publieke domein gerekend. 
SKOR richtte zich op de wisselwerking tussen kunst, opdrachtgever, locatie en publiek, en legde daarbij relaties met ontwikkelingen binnen nieuwe media, architectuur, stedenbouw en landschapsarchitectuur.
SKOR kwam voort uit de verzelfstandiging in december 1999 van het Praktijkbureau Beeldende Kunstopdrachten van de Mondriaan Stichting. De stichting werd gesubsidieerd door het Ministerie van Onderwijs, Cultuur en Wetenschap.
Na opheffing wegens stopzetting van de rijkssubsidie per 1 januari 2013 werden de taken overgedragen aan verschillende gevestigde en nieuwe instituten zoals Stroom Den Haag, Gerrit Rietveld Academie, Europees Netwerk van Producenten van Kunst in de Openbare Ruimte (ENPAP) en het nieuwe internationale platform TAAK.